# Hoffmannia terepaimensis
Hoffmannia terepaimensis är en måreväxtart som beskrevs av Julian Alfred Steyermark. Hoffmannia terepaimensis ingår i släktet Hoffmannia och familjen måreväxter. Inga underarter finns listade i Catalogue of Life.